# Hardegg

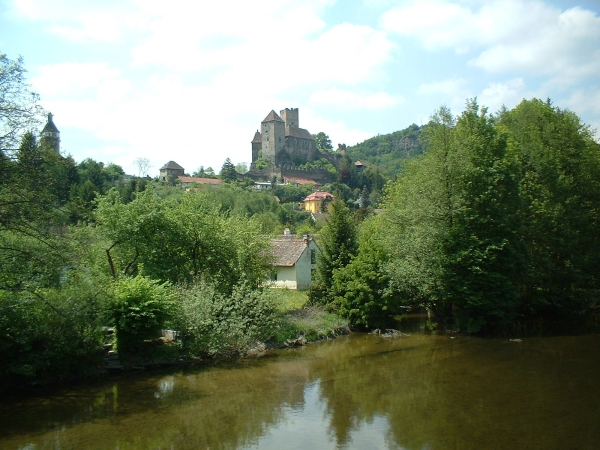
Staden Hardegg vid floden Thaya.

Hardegg är en stadskommun i det österrikiska förbundslandet Niederösterreich. Staden som med sina 84 invånare är Österrikes minsta stad är belägen vid floden Thaya vid den tjeckiska gränsen. Kommunen har 1 283 invånare (2024) och dess centralort är Pleissing.
Hardegg omnämndes för första gången år 1145 och som en stad år 1290. Från 1600 till 1800-talet arbetade klädesmakare och pärlemorsvarvare här. Efter dubbelmonarkins upplösning 1918 blev Hardegg en gränsstad och invånarantalet har sedan dess halverats.

## Sevärdheter
- Nationalparken Thayatal
- Borgen Hardegg med ett museum över Maximilian av Mexiko
- Slottet Riegersburg

## Orter
Kommunen består av nio orter (Ortschaften) (inom parentes invånarantal 1 januari 2024):

- Felling (121)
- Hardegg (81)
- Heufurth (70)
- Mallersbach (149)
- Merkersdorf (117)
- Niederfladnitz (281)
- Pleissing (142)
- Riegersburg (241)
- Waschbach (81)